# Euproctis similis
Espèce
Euproctis similis, le Cul-doré, est une espèce de lépidoptères (papillons) de la famille des Erebidae et de la sous-famille des Lymantriinae. Ses chenilles peuvent provoquer d'importants dégâts aux feuillus. 

## Description

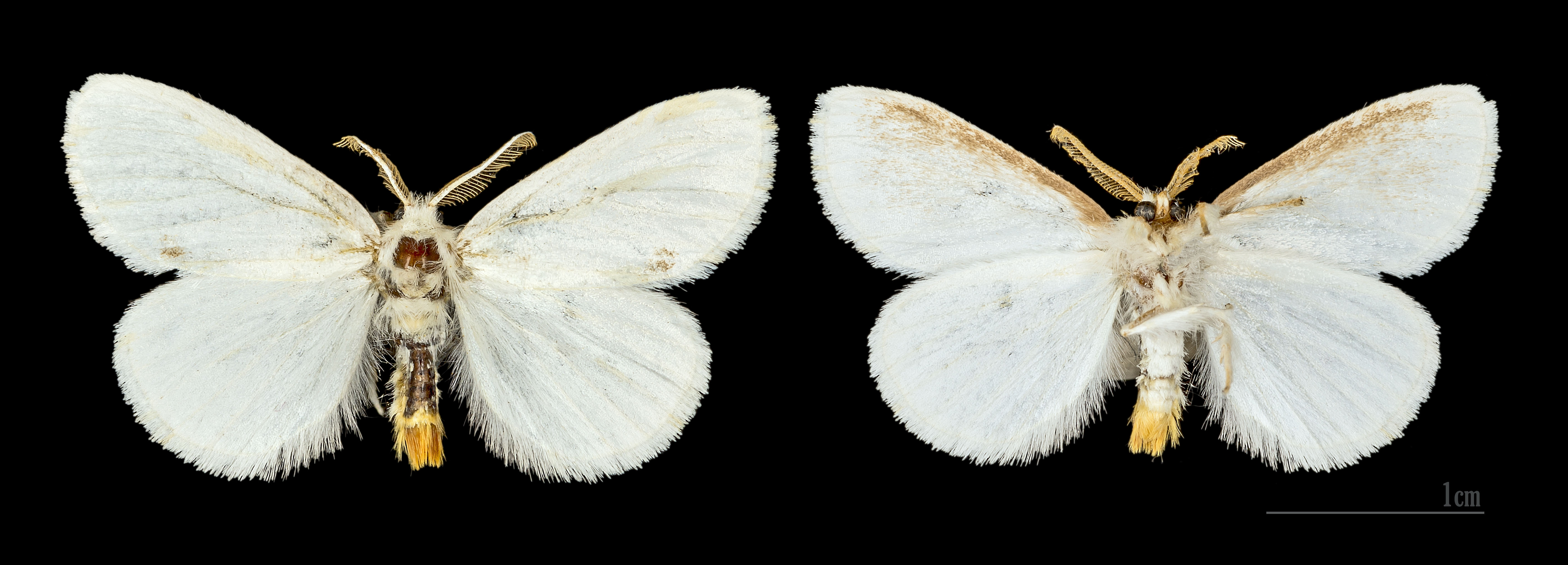
♂ Les Mathes - (coll.MHNT)
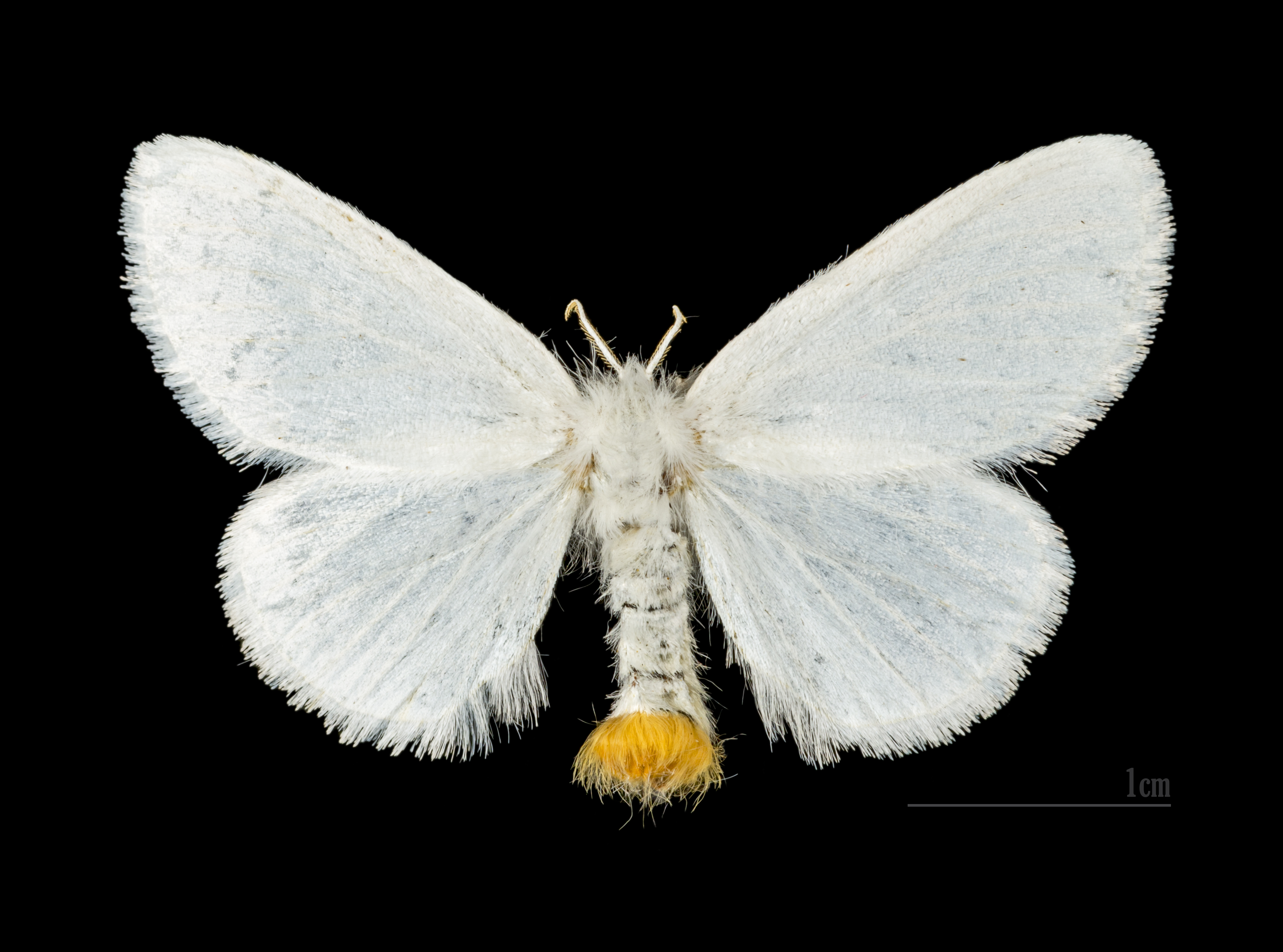
♀ Les Mathes - (coll.MHNT)
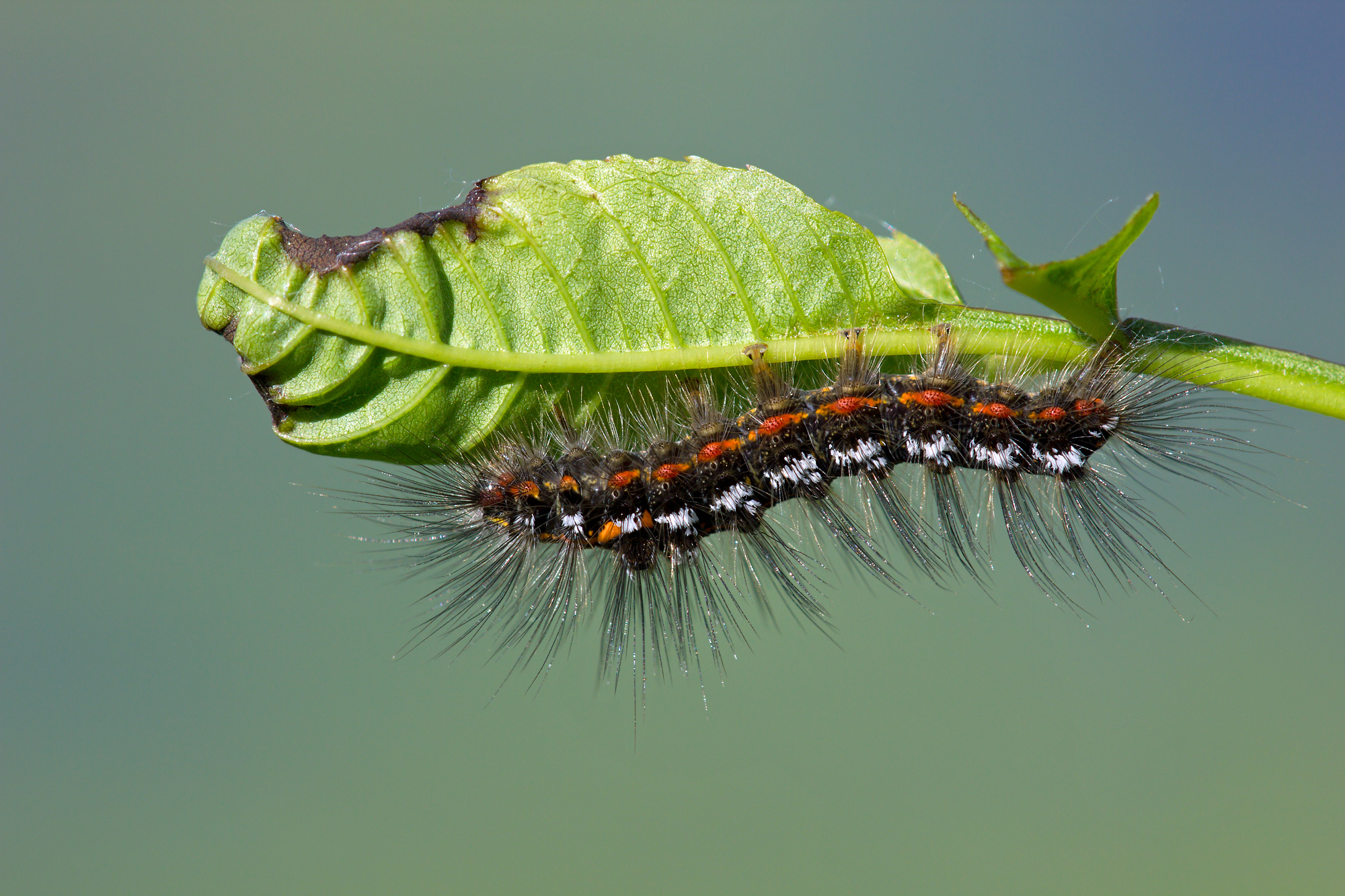
La chenille

Espèces morphologiquement proches
- Euproctis chrysorrhoea (Linné, 1758) et Diaphora mendica (Clerck, 1759)

## Répartition et habitat
Originaires de la partie tempérée ou méridionale de l'Europe, (le mode d'hibernation les rend sensibles aux hivers trop rigoureux), ces papillons ont gagné l'Amérique du Nord au XIXe siècle.
Présents partout en France jusqu'à une altitude de 1 000 m environ.

## Biologie
Les chenilles se nourrissent des genres Betula et Crataegus, mais aussi des espèces Alnus glutinosa, Aconitum napellus, Malus domestica, Sorbus aucuparia, Prunus padus.

## Systématique
- L'espèce Euproctis similis a été décrite  par le naturaliste suisse Johann Kaspar Füssli en 1775, sous le nom initial de Phalaena similis[1].
- La localité type est la Suisse.

### Synonymie
- Phalaena similis Füssli, 1775 Protonyme
- Porthesia nyctea Grum-Grshimailo, 1891[2]
- Porthesia rebeli Haberhauer, 1902[3]
- Porthesia similis ab. trimaculata Strand, 1910[4]
- Porthesia similis ab. quadrimaculata Strand, 1910
- Arctornis chrysorrhoea Swinhoe, 1922 [5]
- Porthesia similis f. coreacola Matsumura, 1933[6]
- Porthesia similis ab. wilczynskia Wize, 1934[7]
- Porthesia chrysorrhoea ab. punctellata Lempke, 1937[8]
- Porthesia similis sjöquisti  Bryk, 1942[9]
- Porthesia similis variabilina Bryk, 1948[10]
- Euproctis similis ab. marginalis Cockayne, 1951[11]
- Euproctis similis ab. nigrostriata Cockayne, 1951 [12]
- Euproctis similis f. immaculata Lempke, 1959[13]
- Sphrageidus similis (Fuessly, 1775)

### Nom vernaculaire
- Cul-doré

## Taxinomie
Une sous-espèce est reconnue :
- Euproctis similis xanthocampa (Dyar, 1905)[14]